# Mazda EZ-6
Mazda EZ-6 egy akkumulátoros elektromos, középkategóriás autótípus, amelyet 2024-től gyártanak.

## A modell története és leírása

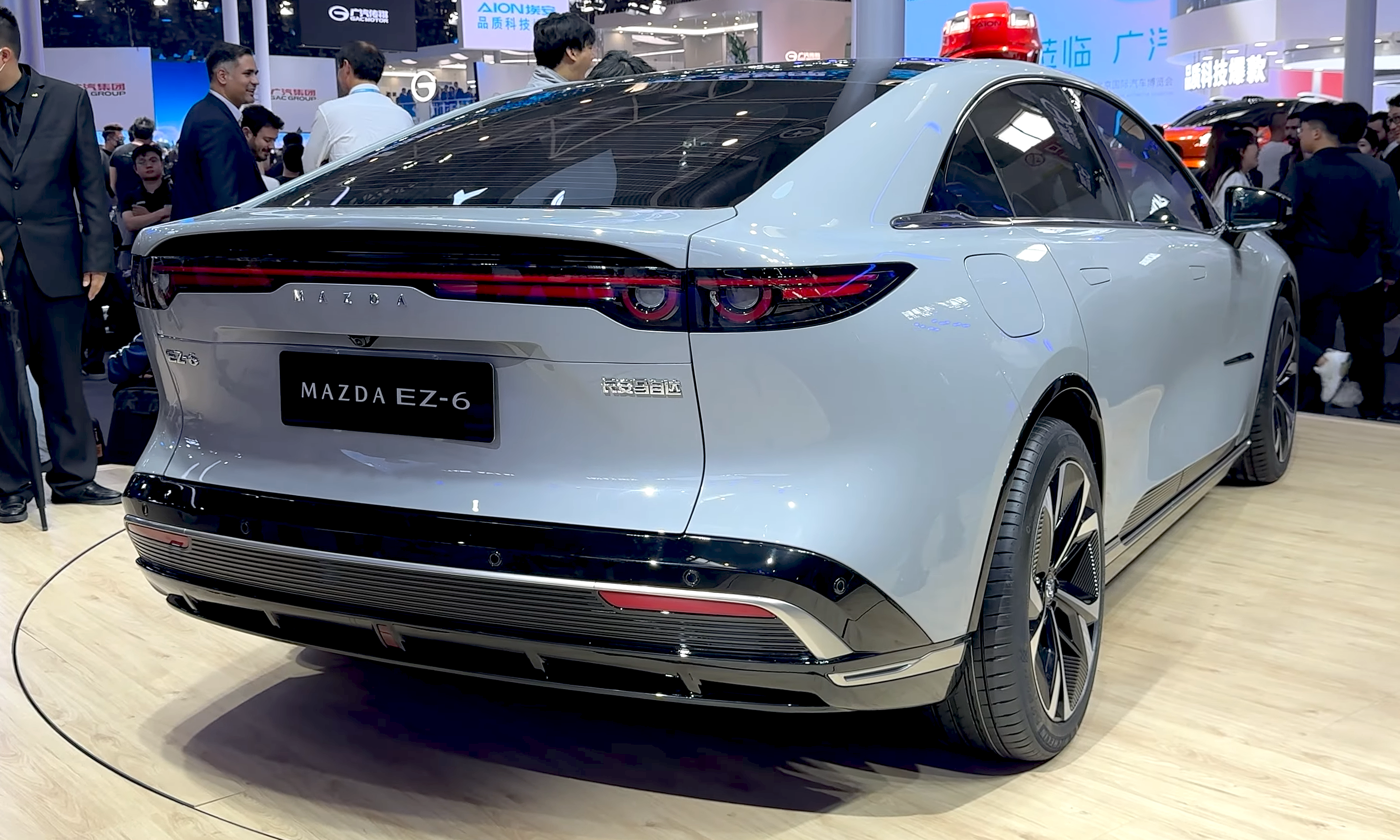
Hátulnézetből

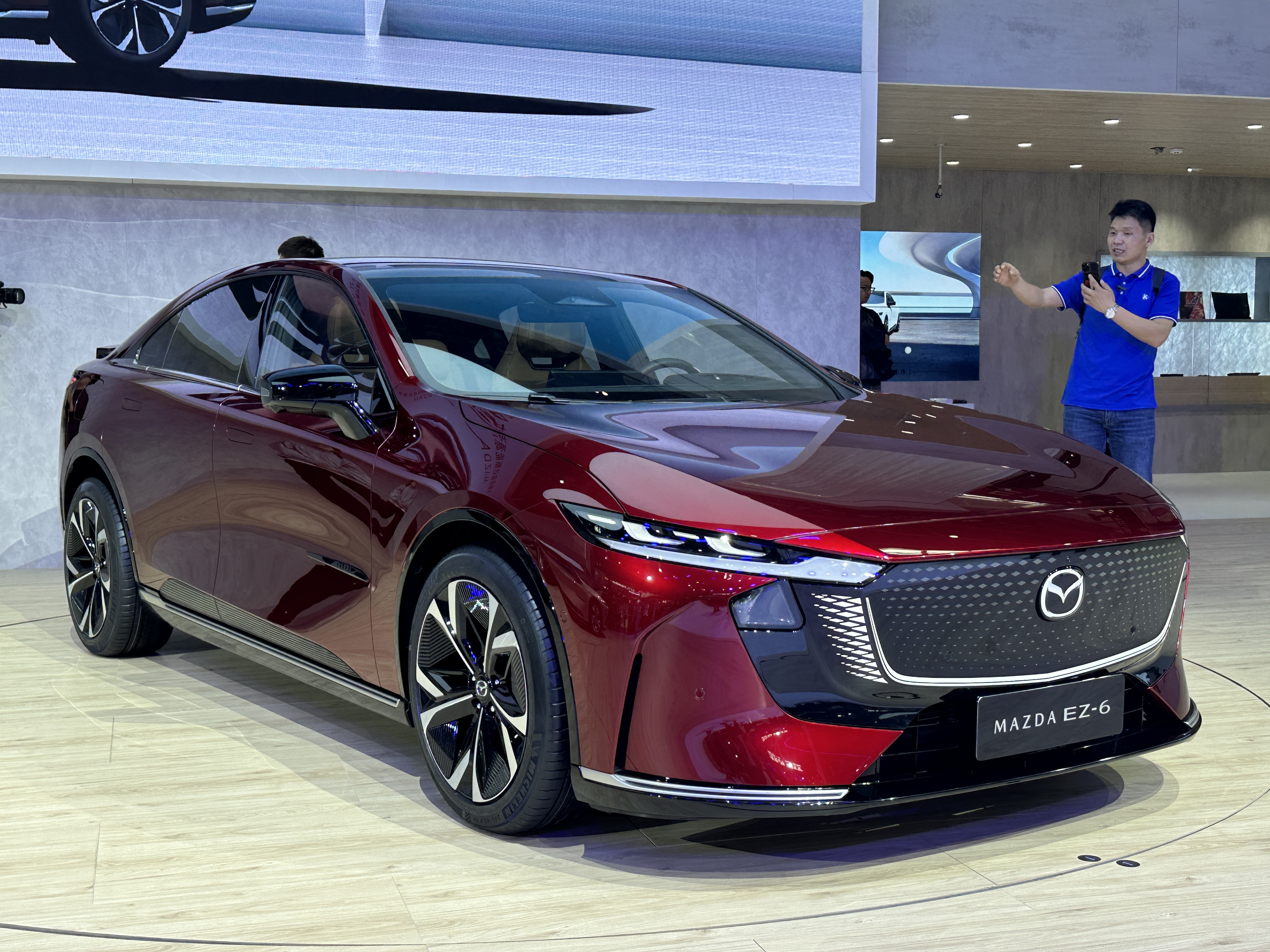
Mazda EZ-6 a premieren

A 2024. áprilisi pekingi nemzetközi autókiállításon a Mazda kínai ága, amelyet a Changan Mazda helyi vegyesvállalat hozott létre, egy új középkategóriás modellt mutatott be, amely a 2021-ig a piacon lévő Mazda 6 helyére lép. Az autót nem a nulláról alkották meg a japán cég saját tervezéseként, hanem a Changan konszern meglévő kínai modelljének, a Deepal SL03 középkategóriás liftbacknek a származéka.
Ikermodelljéhez hasonlóan a Mazda EZ-6 is megőrizte jellegzetes, karcsú arányait, finom kontúrvonalú tetővonallal és rövid, ferde hátuljával, tetején egy könnyű sávval. A megkülönböztetés érdekében az autó hosszabb, hegyesebb elejét és a japán cég termékeire jellemző nagy, hatszögletű rácsot kapott, keskeny, szárnyaló fényszórók mellett. Az autó behúzható ajtókilincseket és egy nyitható hátsó légterelőt is kapott a csomagtérfedél szélén  .
A Mazda nagy autonómiát őriz a kínai prototípushoz képest, ami az utastér kialakítását illeti. Számos króm díszítéssel készült, és opcionálisan megtörheti a feketét kontrasztos anyagokkal az ajtókon, a kormányon, a pilótafülkén vagy az üléseken. A kétküllős kormánykerék előtt egy 10,2 hüvelykes digitális órakijelző található, míg a műszerfalon egy nagy, 14,6 hüvelykes multimédiás rendszerképernyő dominál, amely nem csak az alapvető funkciók vezérlését teszi lehetővé. a jármű és a navigáció, de a légkondi is. Alapfelszereltség többek között: kiterjedt környezeti világítás, üvegtető és 14 hangszórós hangrendszer.

### Eladás
A Mazda EZ-6 értékesítése 2024 májusában kezdődött. Európában 2025-től elérhető a típus.

### Műszaki adatok
Emellett a Mazda EZ-6-ot 255 LE-s motor hajtja, hatótávolsága 600 kilométer.

## Fordítás
Ez a szócikk részben vagy egészben  a   Mazda EZ-6 című lengyel Wikipédia-szócikk ezen változatának fordításán alapul.  Az eredeti cikk szerkesztőit annak laptörténete sorolja fel. Ez a jelzés csupán a megfogalmazás eredetét és a szerzői jogokat jelzi, nem szolgál a cikkben szereplő információk forrásmegjelöléseként.